# Rantau Alih
Rantau Alih is een bestuurslaag in het regentschap Musi Rawas van de provincie Zuid-Sumatra, Indonesië. Rantau Alih telt 1056 inwoners (volkstelling 2010).